# Карл II (король Наварры)
Карл II Злой (фр. Charles le Mauvais, 10 октября 1332 — 1 января 1387) — король Наварры с 1349 года, граф д'Эврё 1349—1378, сын Филиппа д’Эврё и Жанны Наваррской, дочери короля Людовика Х Французского. Происходил из боковой ветви династии Капетингов — дома Эврё. Являлся одним из участников Столетней войны между Францией и Англией. Своим прозвищем «Злой» Карл обязан тому, что он будто бы приказал перебить пришедших к нему жаловаться дворян (в реальности это прозвище ему дали в начале XVI века).

## Родительское наследство
Карлу II принадлежали большие владения, доставшиеся ему от родителей:
- Пиренейское королевство Наварра, в котором проживало 200 000 человек, известное своим производством металлов (медь и др.)[2]
- Земли в Нормандии, унаследованные им, главным образом, от матери, принявшей их в качестве компенсации за отказ от претензий на французский трон в 1329 году и окончательно переданные ей в 1336 году:
  - графство Эврё — получено в 1343 году после смерти отца,
  - Мортен,
  - часть Вексена: Понтуаз, Бомон-сюр-Уаз и Аснье-сюр-Уаз,
  - часть Котантена.

## Биография
Поскольку Карл II был правнуком по мужской линии Филиппа III Смелого, его отец Филипп III д’Эврё был двоюродным братом короля Франции Филиппа VI, а мать Жанна II Наваррская — единственным выжившим ребёнком Людовика X, он имел определённые шансы на французскую корону. После смерти отца в 1343 году унаследовал графство Эврё и ряд других владений во Франции, а после смерти матери в 1349 году — королевство Наварра. Карл II короновался в качестве короля Наварры летом 1350 года, но первые 12 лет своего царствования провёл во Франции, лишь изредка и ненадолго появляясь в Наварре. Своё королевство монарх расценивал в основном как источник средств, необходимых для поддержки претензий на корону Франции. В отсутствие Карла II Наваррой управлял его брат Луи.

### Убийство коннетабля Карла де ла Серда и отношения с королём ФранцииИоанном II(1351—1356)
В 1351 году Карл II служил королевским наместником в Лангедоке. Несмотря на свои претензии на французскую корону, которой владел Иоанн Добрый, в 1352 году Карл женился на его дочери Жанне.
Карл Злой завидовал коннетаблю Франции Карлу де ла Серда, которому Иоанн Добрый пожаловал графство Ангулем. Эти территории ранее принадлежали матери Карла королеве Наварры Жанне II, но за денежную компенсацию она была вынуждена уступить их королю Франции. После ссоры с коннетаблем на Рождество 1353 года в Париже Карл организовал его убийство, осуществлённое 8 января 1354 года в деревне Л’Эгль родным братом Карла Филиппом, графом де Лонгвилем. Карл не скрывал своего участия в заговоре и в течение нескольких дней вёл переговоры с англичанами по поводу их военной поддержки против короля Иоанна II, фаворитом которого являлся убитый коннетабль.

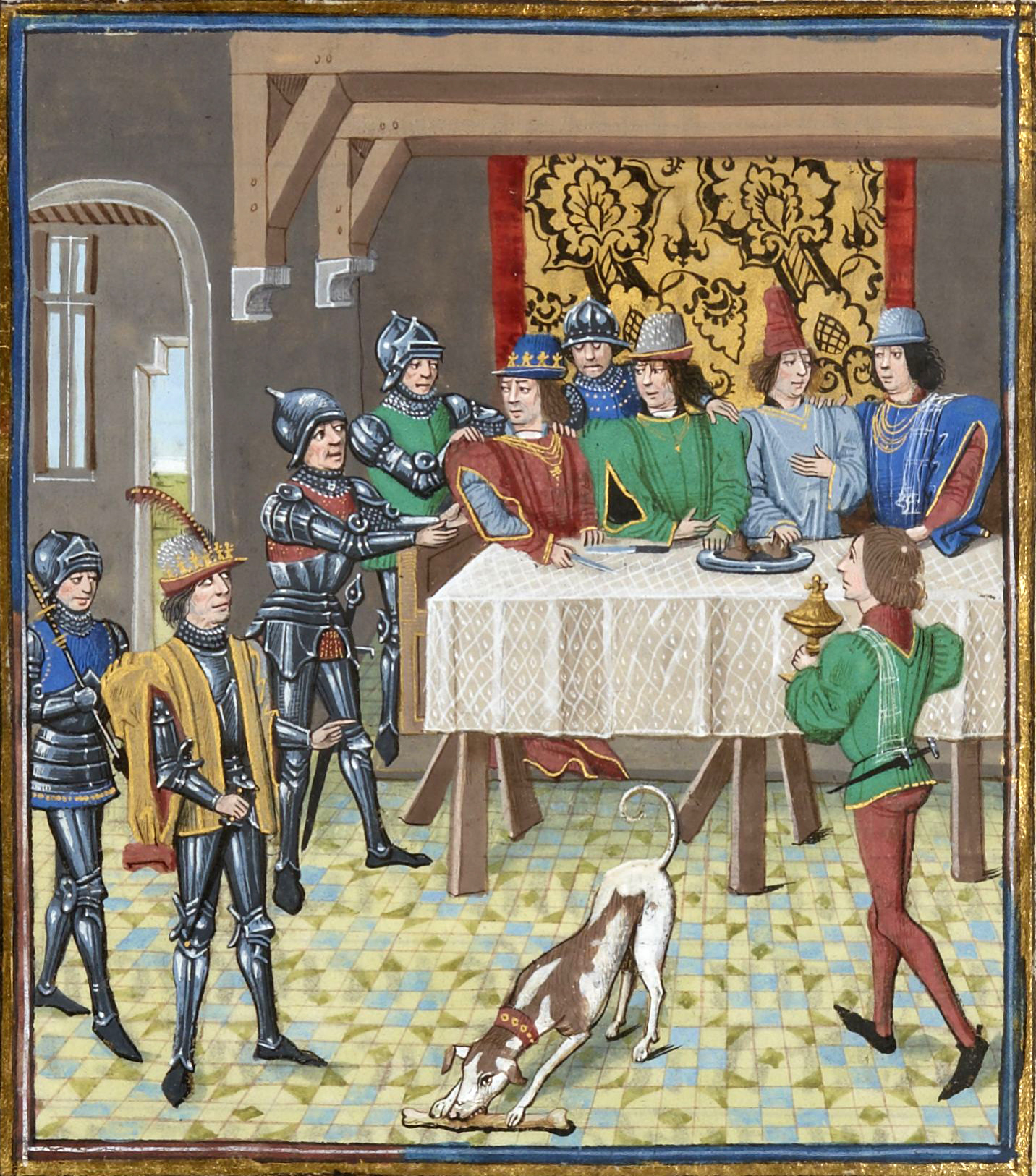
Иоанн Добрый приказывает арестовать Карла Злого. Хроника Фруассара

Отношения между ним и Иоанном II снова ухудшились, и Иоанн вторгся во владения Карла II в Нормандии в конце 1354 года, когда тот начал подготавливать почву для высадки английских войск совместно с эмиссаром Эдуарда III, Генри Гросмонтом, герцогом Ланкастером.
В это время продолжались мирные переговоры между Англией и Францией, проводившиеся в Авиньоне зимой 1354—1355 годов. Карл II снова перешёл на другую сторону: угроза английского вторжения вынудила Иоанна II заключить 10 сентября 1355 года соглашение в Валони, которое в дальнейшем не продлевалось. Карл оказывал поддержку и пытался влиять на дофина. В декабре 1355 года он, очевидно, был вовлечён в неудачный государственный переворот, целью которого была замена Иоанна II дофином. Иоанн попытался примириться с сыном, даровав ему титул нормандского герцога. Имевший ленные владения в Нормандии, Карл Злой постоянно находился при новом герцоге, что порождало опасения Иоанна Доброго о возможном новом заговоре против короны. 5 апреля 1356 года Иоанн II под предлогом охоты неожиданно прибыл в Руан и, ворвавшись в замок дофина во время пира, неожиданно арестовал Карла Злого и заключил его в тюрьму. Четверо его главных сторонников (двое из которых участвовали в убийстве Карла де ла Серда) были казнены без суда. Карл был отправлен в Париж, а затем перевозился из тюрьмы в тюрьму. Для ещё большего устрашения Карл Злой был заключён в итоге в Шато-Гайар, где сорока годами ранее умерла (скорее всего, была убита) его бабка Маргарита Бургундская.

### Карл II против дофина (1356—1358)
После битвы при Пуатье и пленения англичанами Иоанна II Карл Злой оставался в тюрьме. Но у него имелись сторонники в Генеральных штатах, учреждении, пытавшемся управлять страной и удержать её от анархии из-за пленения короля. Они оказывали давление на дофина, чтобы тот освободил Карла Злого. В то же время его брат Филипп выступил на стороне англичан и участвовал в борьбе с войсками дофина в Нормандии.
9 ноября 1357 года Карл II был освобождён из тюрьмы в замке Арль группой из 30 человек из Амьена. Принятый в Амьене как герой, он получил приглашение посетить Генеральные штаты в Париже, что и сделал вместе с большой свитой и был «принят как недавно коронованный монарх». Там 30 ноября он обратился к народу, перечислив все унижения, полученные от заключивших его в тюрьму. Этьен Марсель потребовал «права на правосудие для короля Наварры», которое дофин не мог не принять. Карл Злой потребовал компенсацию за весь ущерб, нанесённый его владениям, пока он был заключён в тюрьме; помилования за все преступления, совершённые им и его сторонниками; пышных похорон для тех из них, кто был казнён Иоанном II в Руане. Также он потребовал себе находящееся в личном домене дофина герцогство Нормандию, которое сделало бы его сильным правителем северной Франции. Дофин фактически был бессилен, но пока он и Карл II продолжали переговоры, их достигли новости о том, что Эдуард III и Иоанн II подписали мирное соглашение в Виндзоре. Соглашение между монархами, каждого из которых король Наварры неоднократно предавал, могло доставить Карлу только неприятности, поэтому он покинул Париж для укрепления своих позиций в Нормандии. Карл Злой торжественно похоронил 10 января 1358 года своих казнённых сторонников в Руанском соборе. После этого он фактически начал гражданскую войну, поведя объединённое англо-наваррское войско против дофина, пытавшегося собрать собственную армию.

### Карл II, Парижское восстание иЖакерия(1358)

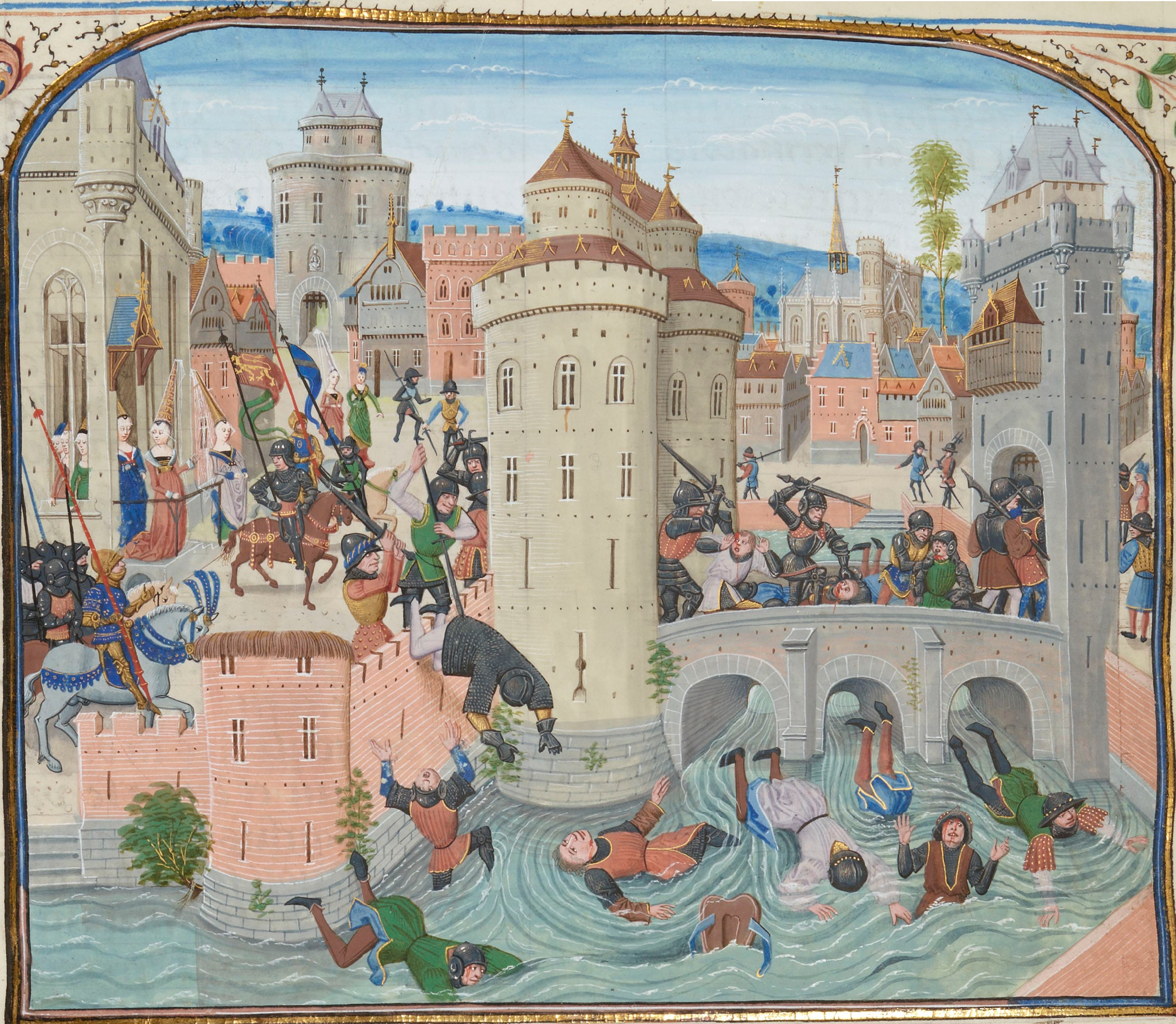
Восставшие парижане атакуют замок, где укрылась семья дофина

Тем временем в Париже происходило восстание. 22 февраля 1358 года главные офицеры дофина, маршалы Жан де Конфлан и Роберт де Клермон были убиты в его дворце ворвавшейся толпой во главе с купеческим прево Этьеном Марселем. Тот фактически сделал дофина своим заключённым и пригласил Карла Злого возвратиться в город. 26 февраля тот вернулся в Париж. Дофин был вынужден согласиться на многие из территориальных требований Карла II и финансировать его армию в 1000 человек. Однако болезнь воспрепятствовала встрече Карла с дофином в Санлисе и Провене. Дофин смог выехать из Парижа и начал военные действия с востока против восставших. Этьен Марсель просил Карла Злого ходатайствовать за них перед дофином, но безуспешно. Земли вокруг Парижа подвергались грабежам со стороны войск Карла Злого и дофина. В последние дни мая на севере от Парижа началась Жакерия — стихийное крестьянское восстание против благородного сословия. Этьен Марсель публично объявил поддержку Жакерии. Будучи не в состоянии получить военную помощь от дофина, рыцари северной Франции обратились к Карлу II, чтобы именно он повёл их против крестьян. Хотя Карл был в союзе с парижанами, он чувствовал, что Этьен Марсель сделал фатальную ошибку. Он не отказался от возможности стать лидером французской аристократии, и в битве при Мелло 10 июня 1358 года устроил резню мятежников, обманом захватив их вождя — Гильома Каля. После этого он возвратился в Париж и настойчиво убеждал народные массы выбрать его «капитаном Парижа».
Из-за этого Карл II потерял поддержку многих дворян, которые начали покидать его ради дофина. В то же время он нанял солдат — в основном англичан — для «защиты» Парижа. Однако те расположились вне города, совершая набеги на его окрестности. Дофин был более силён, чем Карл, но обещал ему большие деньги и территории, если Париж сдастся. Парижане не поверили этой сделке между принцами и отказались от её выполнения. Вскоре повсюду начались антианглийские бунты и Карл II преднамеренно привёл парижан в английскую засаду в лесах около моста в Сен-Клу, где 600 горожан были убиты.

### Карл сдаётся (1359—1360)

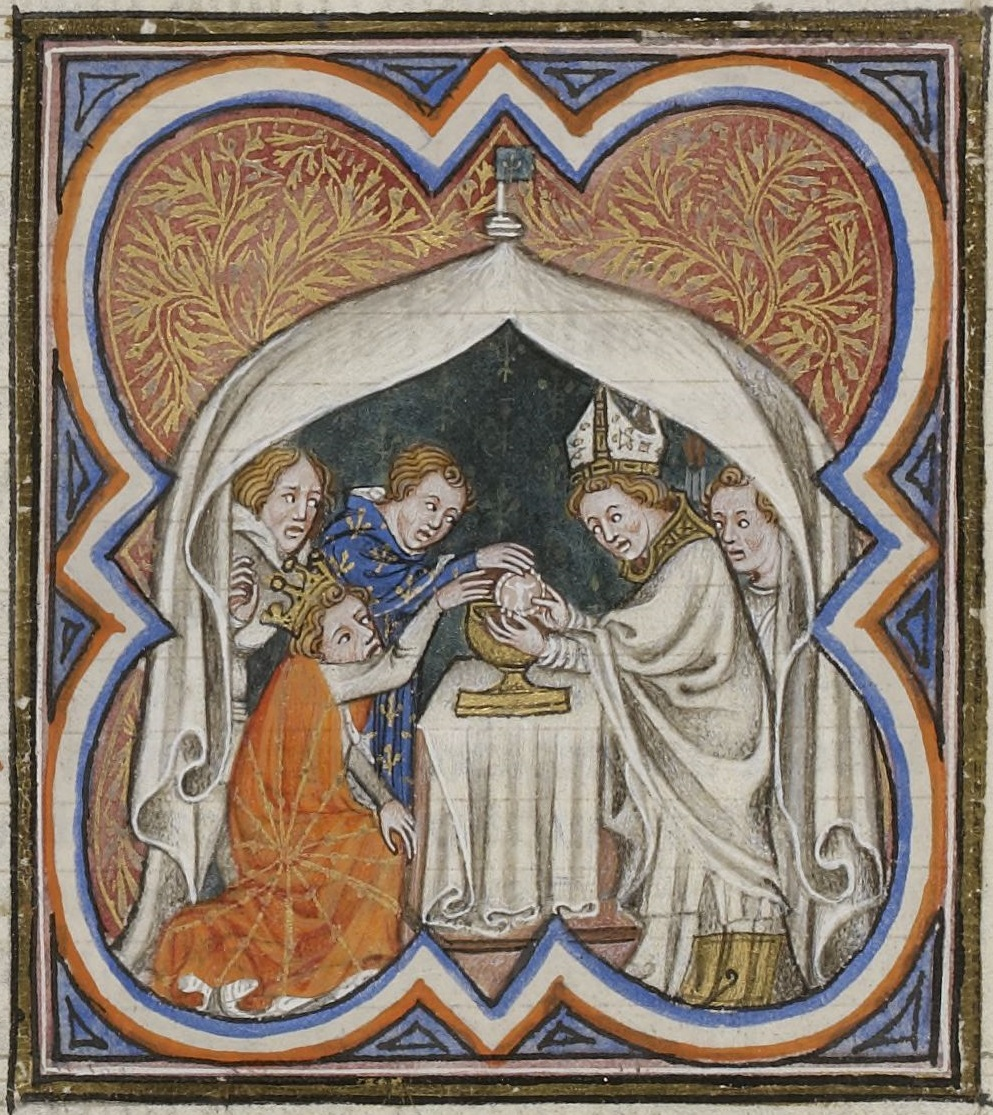
Карл V примиряется с Карлом Злым

Когда Этьен Марсель был убит, и дофин восстановил контроль над Парижем, Карл II покинул город. Тогда же он начал переговоры с английским королём, предлагая раздел Франции: если Эдуард вторгается во Францию и поможет ему победить дофина, то Карл II признаёт его королём Франции в обмен на Нормандию, Пикардию, Шампань и Бри. Но англичане больше не доверяли королю Наварры, которого считали препятствием для заключения мира.
24 марта 1359 года Эдуард и Иоанн Добрый подписали новый договор в Лондоне, по которому, в обмен на отказ Эдуарда III от французского трона, Иоанн II освобождался при условии уплаты огромного выкупа и передаче Англии в суверенное (без вассальных обязательств по отношению к королю Франции) владение следующих территорий: Аквитании, Анжу, Мэна, Пуату, Турени, Нормандии, Понтье и других. В этих землях находились все французские владения Карла Злого, и если бы он не подчинился, короли Англии и Франции совместно начали бы войну против него. Однако Генеральные штаты отказались принять это соглашение, убеждая дофина продолжить войну. Из-за этого Эдуард III потерял терпение и принял решение о вторжении во Францию. В связи с этой новостью и ухудшением своего положения Карл Злой решил достигнуть соглашения с дофином. 19 августа 1359 года в Понтуазе на второй день переговоров Карл II публично отказался от всех своих требований территорий и денег.
Весной 1360 года англичане согласились на переговоры — в ходе войны армия дофина не принимала главных сражений и придерживалась тактики выжженной земли, и в мае 1360 года был подписан мирный договор в деревушке Бретиньи близ Шартра. В то же время Иоанн II заключил мир с Карлом Злым в Кале. Карлу были прощены все его преступления против Франции и возвращены все права, 300 его сторонников получили королевскую амнистию. Взамен он возобновил свою поддержку французской короне и обещал помочь очистить Францию от банд мародёров, основу которых часто составляли его бывшие наёмники.

### Бургундское наследство и потеря Нормандии (1361—1365)

Франция в период между 1356 и 1363 годами
Владения Карла II Наваррского
Территория, контролируемая Эдуардом III Английским до мира в Бретиньи
Территории, уступленные Францией Англии по миру в Бретиньи

В 1361 году после преждевременной смерти своего кузена Филиппа I, герцога Бургундии, Карл Злой потребовал себе его герцогство на основании своего династического старшинства. Он являлся внуком Маргариты Бургундской, самой старшей дочери Роберта II, герцога Бургундии. Однако, герцогство было взято королём Иоанном II, сыном Жанны Бургундской, второй дочери Роберта II. Иоанн передал Бургундию своему любимому сыну Филиппу Смелому.
Титул герцога Бургундии дал бы Карлу больший вес во французской политике, и невыполнение его претензий вызвало у него горечь. После отказа папы римского поддержать его Карл Злой возвратился в своё королевство Наварра в ноябре 1361 года. Вскоре он организовал заговор, целью которого был захват власти во Франции. Восстание сторонников в Нормандии в мае 1362 года закончилось провалом. В 1363 году он решил сформировать две армии, одна из которых пойдёт морским путём в Нормандию, а другая, под командованием его брата Луи, соединится с гасконцами каталонской компанией в Центральной Франции. Далее, согласно его плану, эти армии должны были вторгнуться в Бургундию, таким образом угрожая французскому королю из обеих частей его королевства. В январе 1364 года Карл встретился с Эдуардом Чёрным принцем в Ажене, чтобы договориться о проходе своих войск через подконтрольное англичанам герцогство Аквитания. Принц согласился с этим, возможно, из-за дружбы с новым военным советником Карла Жаном III де Грайи, капталем де Бюш. Жан де Грайи был женихом сестры Карла и должен был возглавить армию, направлявшуюся в Нормандию. В марте 1364 года капталь прибыл в Нормандию для охраны владений Карла.

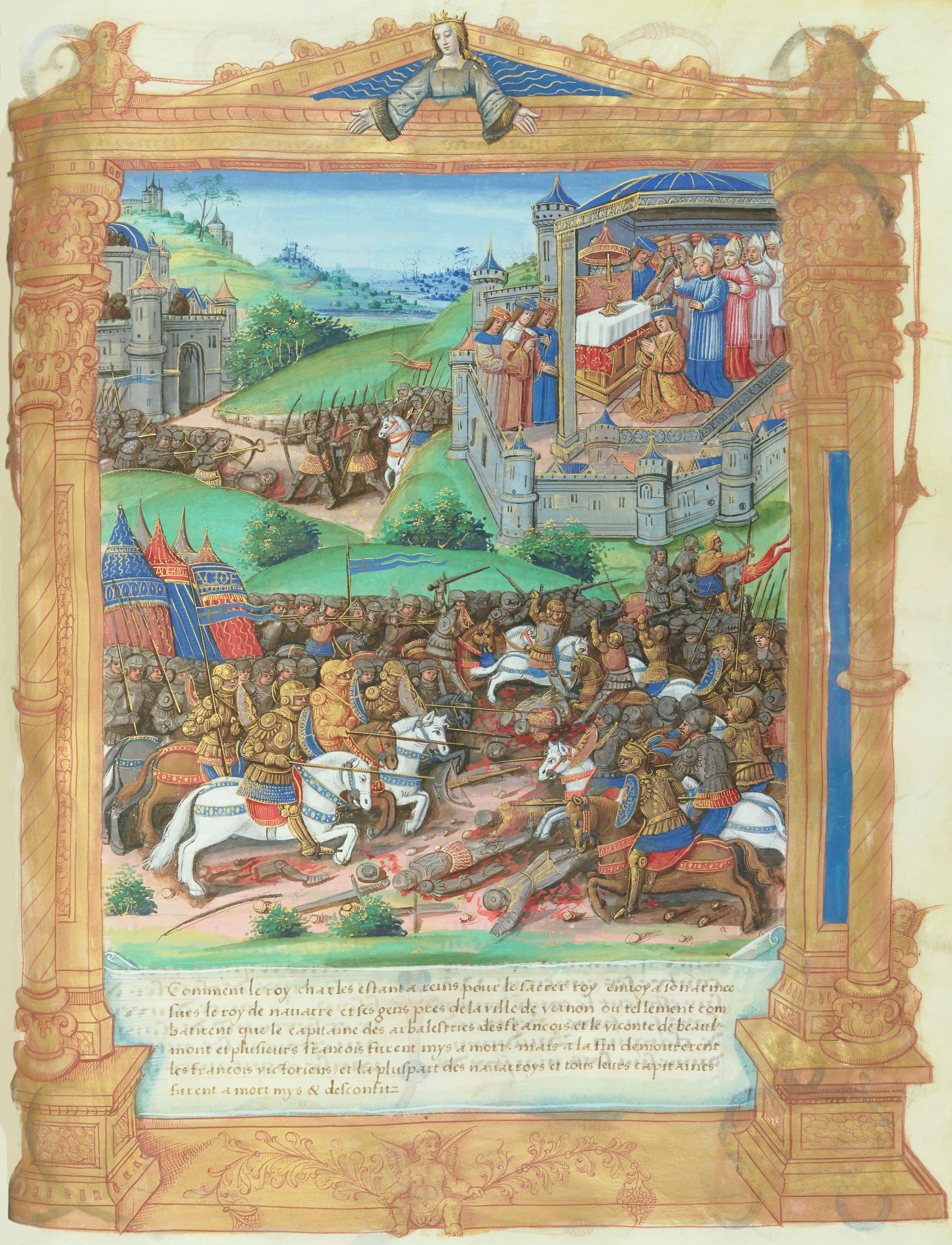
Сражение при Кошереле и коронация Карла V

Иоанн II возвратился в Лондон для проведения переговоров с Эдуардом III, и защита Франции находилась в руках дофина. Королевская армия под номинальным руководством графа Осерского, а фактическим — Бертрана дю Геклена осаждала город Рольбуаз в Нормандии. Планы Карла II были уже известны, и в начале апреля 1364 года, ещё до того, как капталь де Бюш смог достигнуть Нормандии, были захвачены многие из крепостей. В Нормандии де Бюш начал собирать свои войска вокруг Эврё, возвращение которой требовал Карл II, возглавлявший свою армию на востоке. 16 мая 1364 года де Бюш был побеждён Бертраном дю Гекленом в сражении при Кошереле. Иоанн II умер в Англии в апреле, и новости о победе достигли дофина 18 мая в Реймсе, где на следующий день он был коронован как Карл V. Он немедленно утвердил своего брата Филиппа в качестве герцога Бургундии.
Не испугавшись возможного поражения, Карл Злой настаивал на своём. В августе 1364 года его люди начали борьбу в Нормандии, в то время как маленькая армия наваррцев под руководством Родриго де Уриса приплыла из Байонны в Шербур. Тем временем брат Карла Злого Луи возглавил армию, увеличившуюся за счёт войск, обещанных капитанами Великой компании и рутьером Сегеном де Бадефолем. Войско прибыло в Нормандию 23 сентября, пройдя через территорию Чёрного принца и французские земли, уклоняясь от сражения с королевской армией. Услышав о завершении гражданской войны в Бретани после битвы при Оре, Луи отказался от вторжения в Бургундию и вместо этого решил приступить к отвоёвыванию Котантена.
Тем временем Сеген де Бадефоль и его товарищи-капитаны захватили город Анс на бургундской границе, но использовали его только в качестве центра проведения набегов. Хотя Карл предложил Бернару Эзи V, сеньору Альбре принять командование над его силами в Бургундии, он понял, что не может противостоять королю Франции и должен договориться с ним. В мае 1365 года в Памплоне, он согласился на договор, в соответствии с которым объявлялась амнистия его сторонникам, останки казнённых наваррцев должны были быть возвращены их семьям, а заключённые взаимно освобождались без уплаты выкупа. Карлу были оставлены его завоевания 1364 года, за исключением цитадели Мёлана, которая должна была быть разрушена. В качестве компенсации Карл II получил Монпелье в Лангедоке. Его требования по поводу Бургундии были переданы на арбитраж папы римского. Папа римский фактически никогда не высказывался по данному вопросу.
В декабре 1365 года Сеген де Бадефоль прибыл в Памплону, требуя значительных сумм, которые Карл II обязался выплатить ему за услуги в Бургундии. Во время визита Сегена в Наварру, он был отравлен одним из слуг Карла Злого, действовавшим на основании приказа короля, решившего не платить наёмнику (это случилось в конце января или начале февраля 1366 года). Как человек, не лишённый прагматичного цинизма, Карл оплатил похороны самого Сегена и возместил расходы его людей, сопровождавших своего капитана в Наварру!

### Карл и испанские войны (1365—1368)
Прекращение войны во Франции оставило французских, английских, гасконских наёмников Карла II без работы, и многие из них скоро оказались вовлечёнными в войны Кастилии и Арагона. С каждым из этих государств Наварра имела общую границу. Карл Наваррский пытался это использовать, заключая соглашения с обеими сторонами и надеясь с их помощью увеличить территорию своего королевства. Он являлся союзником кастильского короля Педро I Жестокого, но в конце 1365 года заключил секретное соглашение с королём Арагона Педро IV Церемонным. В соответствии с соглашением, наваррская армия во главе с Бертраном дю Гекленом и Хью Кэльвели вторглась в Кастилию через южную Наварру и свергла Педро I при поддержке брата и противника последнего Энрике Трастамарского. Однако Карл Злой не смог удержать границы своего государства в безопасности и заплатил большую сумму для защиты от грабежей.

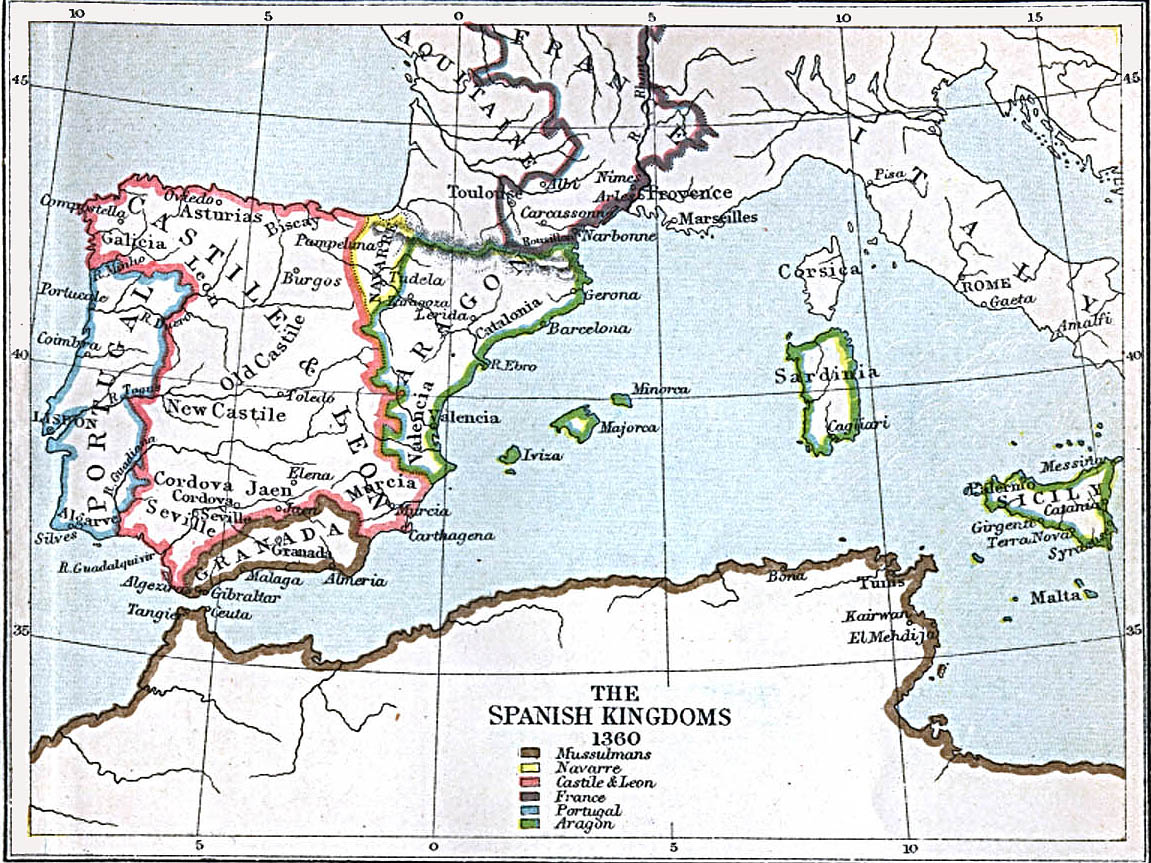
Пиренейские государства в 1360 году

После того, как Энрике II захватил трон Кастилии, Педро I переправился в Аквитанию к Эдуарду Чёрному Принцу. Тот начал подготовку для его возвращения, посылая армии через Пиренеи. В июле 1366 года Карл II приехал в Бордо для консультаций с Педро I и Чёрным Принцем. В итоге он согласился держать горные перевалы Наварры открытыми для прохода армии в обмен на получение кастильских областей Гипускоа и Алава, обеспечивающими выход к морю, дополнительных крепостей и 200 000 флоринов. Тогда же в декабре он встретил Энрике на границе Наварры и обещал держать проходы закрытыми, взамен пограничного города Логроньо и 60 000 дублонов. Узнав об этом, Чёрный принц приказал Хью Кэльвели вторгнуться в Наварру из северной Кастилии и убедить Карла придерживаться заключённого с ним соглашения. Карл II сразу начал утверждать, что никогда не был искренним в своих отношениях с Энрике, и открыл проходы для армии принца. Карл Злой сопровождал его в поездке, но не желал принимать участие в военной кампании лично. Он заставил Оливье де Мони организовать засаду, в которой король был «захвачен» и удерживался до полного завоевания Кастилии. Уловка была неудачной, что сделало Карла II посмешищем в Западной Европе.

### Утрата последних французских владений и унижение Наварры (1369—1379)
С возобновлением войны между Францией и Англией в 1369 году Карл II видел новые возможности для повышения собственного статуса во Франции. Он встретился с герцогом Бретани Жаном V в Нанте. Между ними была достигнута договорённость о взаимной помощи в случае нападения Франции. Базируясь в Шербуре, главном городе своих владений в северной Нормандии, Карл Злой отправил послов к Карлу V и Эдуарду III. Он предложил свою помощь французскому королю в случае возвращения своих прежних территорий в Нормандии, признания его прав на Бургундию и передачи ему Монпелье. Английскому королю он предложил союз против Франции, за это Эдуард III мог использовать нормандские территории Карла Злого в качестве плацдарма для атаки на французов. Как и в предыдущих случаях, Карл II в действительности не желал иметь английскую армию на своих землях, заключив союз с английским королём, он хотел оказать давление на Карла V, но тот отказался от своих требований. 

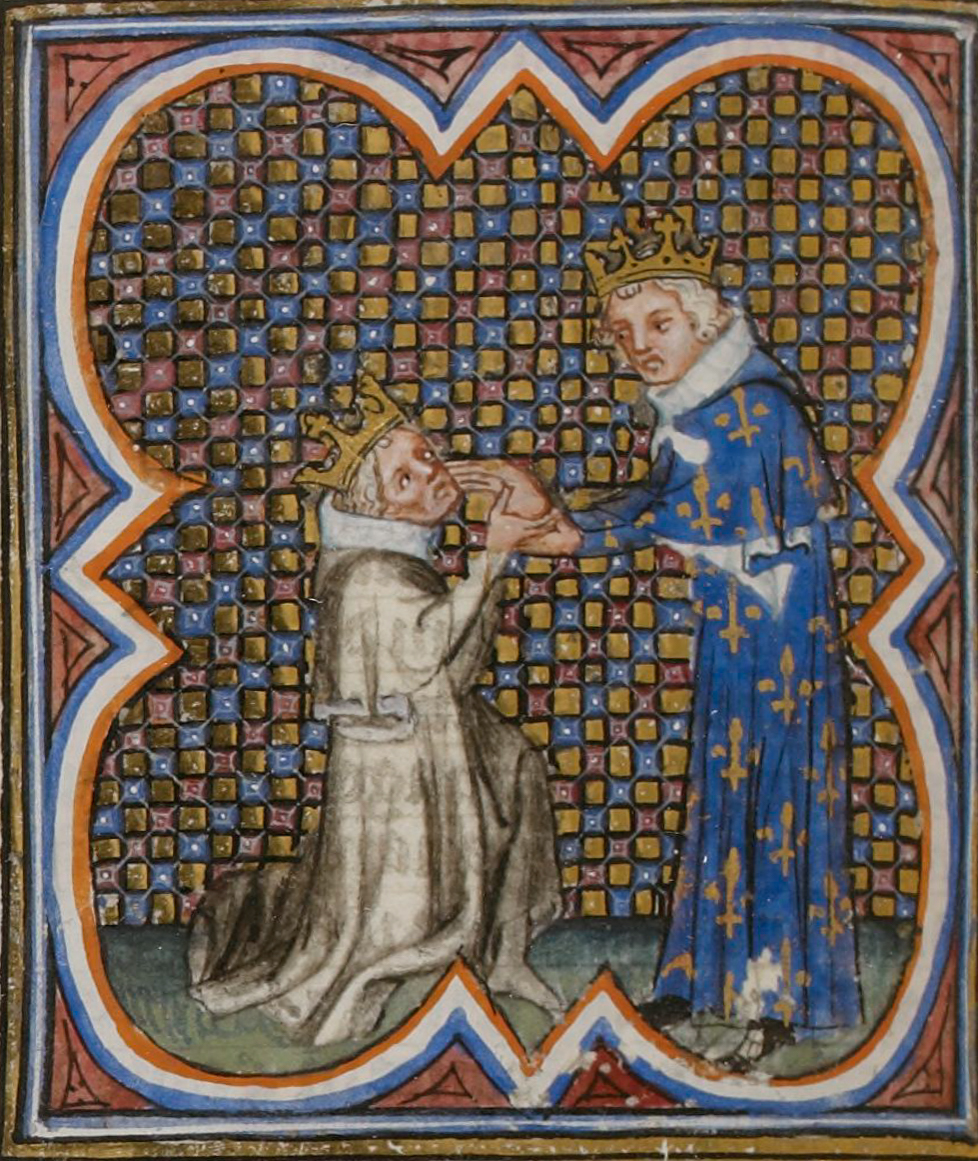
Встреча Карла II и Карла V в Верноне

 Соблюдая договор с Карлом Наваррским, Эдуард III в июле 1370 года послал экспедиционный отряд к устью Сены под командованием сэра Роберта Ноллеса. Эдуард пригласил Карла Злого в Англию, тот прибыл туда через месяц. Карл Наваррский вступил в секретные переговоры с Эдуардом III, однако они были недолгими. Одновременно он продолжал переговоры с Карлом V, опасавшимся присоединения войск Карла II к армии Ноллеса, действовавшей в Северной Франции. 2 декабря 1370 года Эдуард III заключил соглашение с Карлом Злым, но оно утратило силу вследствие разгрома армии Ноллеса при Понвалене несколько дней спустя. Понимая, что Наварра окружена франко-кастильским союзом, а англичане в затруднительном положении, Карл Наваррский возвратился во Францию для подписания договора в Верноне: он принял условия 1365 года и 25 марта 1371 года, склонив колено к земле, впервые принёс оммаж сюзерену Карлу V за свои французские владения и обещал ему «веру, лояльность и повиновение». Во время своей поездки через Нормандию он безуспешно пытался вести переговоры о перемирии с гасконскими гарнизонами, занимавшимися грабежом его владений. Во многом из-за своего бессилия перед мародёрами не он, а Карл V стал олицетворять собой защитника и, следовательно, правителя Нормандии.
Практически ничего не выиграв в результате своих интриг, Карл Злой возвратился в Наварру в начале 1372 года. Впоследствии Карл II был вовлечён, по крайней мере, в две попытки отравить Карла V и сам поощрял различные заговоры против него. Затем он вступил в переговоры с Джоном Гонтом, герцогом Ланкастерским, стремившемся стать королём Кастилии на основании брака с Констанцией Кастильской, дочерью убитого Педро I. Но в 1373 году кастильский король Энрике II победил союзника Англии Португалию и вынудил Карла Наваррского сдать спорные крепости и закрыть границы Наварры для армии Джона Гонта. В марте 1374 года Карл Злой встретился в Гаскони, в городе Даксе с Гонтом и позволил тому использовать Наварру в качестве плацдарма для вторжения в Кастилию при условии возвращения городов, отданных Энрике II. Внезапное возвращение Гонта спустя несколько дней в Англию Карл Наваррский воспринял как личное предательство. Чтобы умиротворить кастильского короля, он согласился на брак своего старшего сына Карла III и Элеоноры, дочери Энрике II в мае 1375 года.
В 1377 году Карл Злой намеревался предоставить в распоряжение англичан подконтрольные ему гавани и замки для объединённого нападения на Францию, также он предложил выдать свою дочь замуж за Ричарда II. Но угроза нападения Кастилии из-за постоянных ссор с Энрике II вынудила Карла II остаться в Наварре. В связи с этим было заключено соглашение с Ричардом II, по которому тот арендовал Шербур на 3 года, передав Карлу отряд из 1000 солдат (500 стрелков и 500 воинов). Вместо себя Карл Злой отправил в Нормандию своего старшего сына вместе со многими чиновниками. Среди свиты был гофмейстер Жак де Рю, которому было поручено подготовить замки для приёма англичан, а также проникнуть в королевские кухни в Париже и отравить короля Франции. Но в марте 1378 года заговор был раскрыт благодаря эффективным действиям шпионской сети Карла V. На пути в Нормандию наваррская делегация была арестована в Немуре. Обнаруженные договоры и письма англичанам, вместе с признаниями Жака де Рю, раскрыли предательство Карла Наваррского. Карл V направил армию в северную Нормандию для захвата всех оставшихся владений Карла Злого (апрель—июнь 1378 года). Только Шербур не сдавался: Карл Наваррский просил у англичан подкрепления, но вместо того, чтобы оказать помощь, они захватили город. Сын Карла подчинился французскому королю и стал протеже бургундского герцога, сражавшегося во французских войсках. Жак де ла Рю и другие видные наваррские чиновники во Франции были казнены. Все французские владения Карла Злого были переданы Карлом V его сыну Карлу Благородному.
В июне—июле 1378 года армия Кастилии под командованием Энрике II вторглась в Наварру и начала её разорение. Карл II отступил по Пиренеям к Сен-Жан-Пье-де-Пор и в октябре пробился к Бордо, умоляя о военной помощи сэра Джона Невилла, лейтенанта Гаскони. Невилл послал маленький отряд в Наварру под руководством рыцаря сэра Томаса Тривета, но англичане мало чего достигли за зиму. В феврале Энрике II объявил о том, что его сын повторно вторгнется в Наварру весной. В условиях отсутствия союзников и предложений о мире, Карл II запросил перемирия. В Брионсе 31 марта 1379 года был подписан договор, удовлетворивший требования Энрике. По нему Карл Злой соглашался быть в неразрывном военном союзе с Кастилией и Францией против англичан и сдать 20 крепостей южной Наварры, включая город Туделу, кастильским гарнизонам.
Политическим амбициям Карла II пришёл конец. Хотя он и сохранил корону и страну, но в результате его интриг были потеряны обширные французские владения его рода, а его пиренейское королевство было опустошено разрушительными войнами и набегами. Хотя он продолжал интриговать и считать себя законным королём Франции, по существу он был окончательно нейтрализован на годы, которые оставались до его смерти.

## Брак и дети
Карл II был женат на дочери Иоанна II, Жанне Французской (1343—1373), от которой он имел детей:
1. Мария (1360—1400) — 20 января 1393 вышла замуж в Туделе за Альфонсо Арагонского, герцога Гандии (умер в 1412)
2. Карл III (1361—1425) — король Наварры.
3. Бонна (1364—1389).
4. Пьер д’Эвре, граф Мортен (31 марта 1366—29 июля 1412).
5. Филипп (1368), умер юным.
6. Жанна Наваррская (1370—1437) — сначала вышла замуж за Жана V, герцога Бретани, потом за Генриха IV, короля Англии.
7. Бланка (1372—1385).

## Смерть
Карл Злой умер 1 января 1387 года во дворце Сан-Педро при весьма подозрительных обстоятельствах. Существовало множество версий о причинах его смерти, самая известная из которых гласила, что он сгорел заживо. Она часто цитировалась, а иногда иллюстрировалась хрониками Западной Европы.
Ниже представлена интерпретация Фрэнсиса Блэгдона, 1801 год:

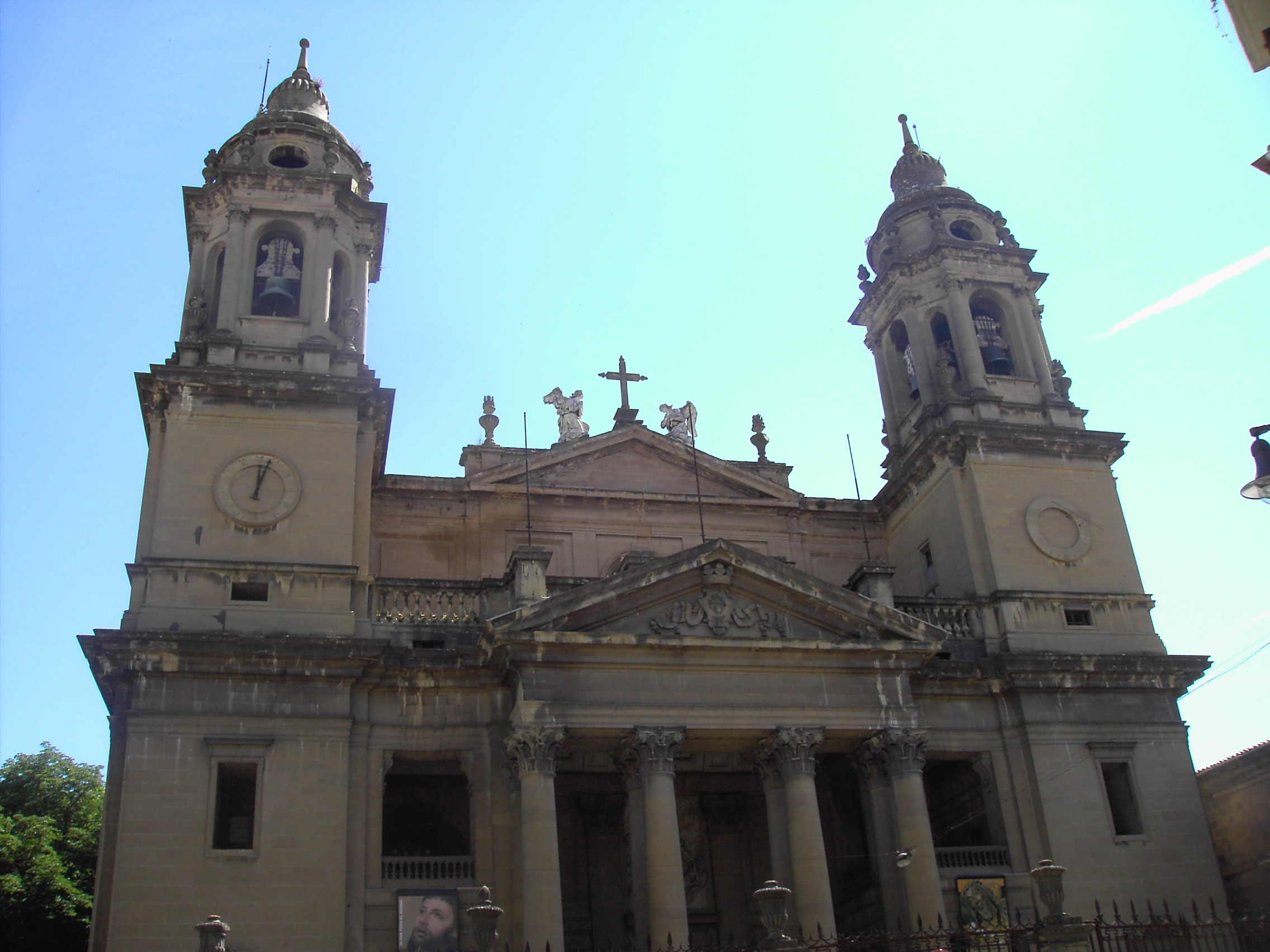
Фасад кафедрального собора св. Марии в Памплоне — места упокоения тела Карла Злого

«Карл Злой впал в такое состояние, что не мог пользоваться своими конечностями. Консультировавший его врач приказал обернуть его с головы до пят в льняные ткани, пропитанные бренди, чтобы они покрывали его тело до самой шеи. Этот процесс проходил ночью. Одна из служанок, которой приказали пришить ткань, окутывавшую пациента, дошила до шеи, где и должна была закончить свой шов. Однако там ещё оставался кусок нитки. Вместо того, чтобы просто отрезать его ножницами, она использовала свечку, которая подожгла всю ткань. Испугавшись, служанка убежала, оставив своего короля, который таким образом сгорел заживо в своём собственном дворце».
В 1385 году Карл Наваррский составил завещание, по которому его останки должны были быть похоронены в трёх различных местах: его тело в Нотр-Дам де Памплон, его сердце в Нотр-Дам де Ухуэ и его внутренности — в Нотр-Дам де Ронсесвальес. Завещание получило разрешение епископа.
Корону Наварры наследовал сын Карла II — Карл III, который отказался от притязаний на французскую корону и стал верным союзником Кастилии и Франции.

## Итоги правления

### Политические итоги
Наваррские бароны охотно выбрали Жанну II в качестве своей королевы, чтобы ускользнуть от французской опеки, а в самой Наварре был сильный парламент. Карл Наваррский намеревался управлять Францией с помощью подобной системы, и его можно считать представителем модернизаторского движения. Этот шанс был у него в 1358 году, но его английские наёмники служили ему в ту эпоху, когда рождались национальные чувства.
В конечном счёте Карл II потерпел неудачу во всех своих претензиях: он не стал ни королём Франции, ни герцогом Бургундии или Шампани. Он потерял все свои владения во Франции.
Неверность короля союзным договорам в итоге привела его к дискредитации и дипломатической изоляции.

### Экономические итоги
Экономические итоги правления Карла также отрицательные. Вначале под контролем Карла Злого находились богатые регионы. Но, в отличие от своего соседа Гастона III де Фуа, графа Фуа, использовавшего свой нейтралитет во время Столетней войны для экономического развития своих земель, Карл отяготил налоговую систему для поддержки армии. Нормандию разорили английские войска, которые удерживали её крепости, а жители Наварры были недовольны дорогостоящими планами своего короля, что приводило к бунтам в стране.

## Карл Злой в литературе
- Морис Дрюон. Когда король губит Францию (1977, серия «Проклятые короли»).